# 拉赫河
拉赫河（俄语：Река Лах），清时称特肯河，是萨哈林州亚历山德罗夫斯克区的河流，源起忧郁山脉，由东向西流，长91公里，流域面积487平方公里，注入涅韦尔斯科伊海峡。

## 引用
1. ↑  谭其骧. . 中国地图出版社. 1982-1987.
2. ↑  М·Г·瓦西科夫斯基. . 列宁格勒: 气象出版社. 1973 （俄语）.
3. ↑  . 国家水登记处.   [2023-12-31]. （原始内容存档于2023-12-31） （俄语）.